# Maasland Radio
Maasland Radio is de lokale omroep van de gemeente Bergen en Gennep in Limburg. De omroep is ontstaan in 1993.

## Programmering
Maasland Radio is 24 uur per dag en 7 dagen per week te beluisteren. De programmering bestaat voornamelijk uit muziek en regionieuws. De omroep zendt uit via drie etherzenders: 89,6 (Nieuw-Bergen), 92,9 (Wellerlooi) en 107,7 MHz (Gennep). Hij is in Noord-Limburg en het Land van Cuijk te ontvangen.
De omroep beheert daarnaast sinds 2005 een kabelkrant onder de naam 'Maaskrant Tekst TV'. Drie avonden per week is via hetzelfde kanaal een programma van 'Maasduinen TV' te zien, met een reportage uit de gemeente Bergen.